# Karst-Janneke Rogaar
Karst-Janneke Rogaar (1975) is een Nederlands illustrator van kinderboeken.

## Leven
Rogaar studeerde kunst aan Blake college in Londen. Ze zette haar opleiding verder in Nederland aan de Gerrit Rietveld Academie. Ze illustreert niet alleen kinderboeken maar werkt met allerlei soorten animaties en tekeningen. Ze ontwerpt prints voor kinderkleding, tekent live in een theatervoorstelling het decor en maakt animatiefilms. Daarboven geeft ze ook les aan de ArtEZ Hogeschool voor de Kunsten in Zwolle en geeft ze af en toe een workshop.

## Werk
Rogaar maakte haar debuut als illustratrice in 2006 met het luisterboek De Toverfluit. Ze werkt later nog vaak samen met Frank Groothof en zijn operaboeken en illustreerde onder meer Orpheus en de Hellehond van Hades en Gilgamesj, die beide goed ontvangen worden. Sindsdien illustreert ze, naast haar andere projecten, nog enkele boeken en in 2008 debuteert ze als prentenboekenmaker met Kip en mannetje Bib.
Ze werkt in 2013 met Simon van der Geest, waar ze samen een Gouden Griffel mee in de wacht sleept voor Spinder. Het kinderboek gaat over de twee broers Hidde en Jeppe. Hidde vertelt in zijn dagboek dat hij in de geheime kelder van het huis een insectenlaboratorium heeft, maar zijn broer Jeppe eist de kelder op voor zijn drumstel. Wat volgt is een ware oorlog tussen de twee broers die zo geïllustreerd is dat het net lijkt of Hidde de tekeningen in zijn dagboek zelf maakt. Rogaar tekent herkenbare situaties voor kinderen en brengt met eenvoud humor in het verhaal.
Ze werkt onder meer nog samen met Jan-Willem Anker en Sanne Banker en wordt meermaals bekroond voor haar werk. In 2007 krijgt ze de Kinderboekenprijs voor Gilgamesj en naast de Gouden Griffel wint ze in 2013 voor Spinder ook de Jan Wolkersprijs. 

## Bekroningen
- 2013: Gouden Griffel voor Spinder, geschreven door Simon van der Geest
- 2013: Jan Wolkers Prijs voor Spinder
- 2014: Kinder- en Jeugdjury Vlaanderen (KJV) voor Spinder
- 2019: Zilveren Penseel voor Vriendschap is alles, geschreven door Stine Jensen